# Де Пацци, Камилла
Ками́лла Де Па́цци (англ. Camille De Pazzis, род. 9 марта 1978, Париж) — французская актриса. Де Пацци наиболее известна ролям в американских телесериалах «Последняя надежда» (Софи Джерард) и «Последователи» (Жизель). В 2015 году она исполнила роль Энни Арчамбо в финальном сезоне телесериале «Хемлок Гроув».
Камилла Де Пацци является лицом компании Lancôme.

## Личная жизнь
С 2012 года Де Пацци встречается с актёром Скоттом Спидменом, с которым познакомилась на съёмках телесериала «Последняя надежда».

## Фильмография
| Кино        | Кино                        | Кино                               | Кино         | Кино                             |
| Год         | Русское название            | Оригинальное название              | Роль         | Примечание                       |
| ----------- | --------------------------- | ---------------------------------- | ------------ | -------------------------------- |
| 2001        | Геймер                      | Gamer                              | Нина         |                                  |
| 2006        | Когда я был певцом          | Quand j'étais chanteur             | Дженифер     |                                  |
| 2007        | Мистер Одиночество          | Mister Lonely                      | монахиня #2  |                                  |
| 2008        |                             | Le premier jour du reste de ta vie | Мойра        |                                  |
| 2009        | Миссионер                   | Le missionnaire                    | Мария        |                                  |
| 2010        | Как пять пальцев            | Comme les cinq doigts de la main   | Камилла      |                                  |
| 2012        | Ноно – мальчик-детектив     | Nono, het Zigzag Kind              | Зоара        |                                  |
| Телевидение |                             |                                    |              |                                  |
| Год         | Русское название            | Оригинальное название              | Роль         | Примечание                       |
| 2000        | Нестор Бурма                | Nestor Burma                       |              | Эпизод "Panique à Saint-Patrick" |
| 2002        |                             | La vie devant nous                 | Инес         | Второстепенная роль; 6 эпизодов  |
| 2003        | Вторая правда               | La deuxième vérité                 | Люси Форест  | ТВ фильм                         |
| 2003        | Расследования Элоизы Ром    | Les enquêtes d'Éloïse Rome         | Домино       | Эпизод "Le protecteur"           |
| 2005        |                             | Quai n° 1                          | Карен        | Эпизод "Surenchère"              |
| 2006        | Алекс Сантана, переговорщик | Alex Santana, négociateur          | Валери       | Эпизод "Guet-apens'              |
| 2009        |                             | La vie est à nous                  | Марион       | Второстепенная роль; 18 эпизодов |
| 2009        | Ночной Пигаль               | Pigalle, la nuit                   | Амандин      | Второстепенная роль; 4 эпизода   |
| 2010        | Николя ле Флок              | Nicolas Le Floch                   | Ла Сатин     | Второстепенная роль; 2 эпизода   |
| 2012        | Последняя надежда           | Last Resort                        | Софи Джерард | Главная роль; 13 эпизодов        |
| 2014        | Последователи               | The Following                      | Жизель       | Второстепенная роль; 6 эпизодов  |
| 2015        | Хемлок Гроув                | Hemlock Grove                      | Энни Арчамбо | Главная роль; 10 эпизодов        |
| 2016        | Агенты «Щ.И.Т.»             | Agents of S.H.I.E.L.D.             | Анон         | Эпизод "The Singularity"         |